# Музей культурного наследия (Киев)

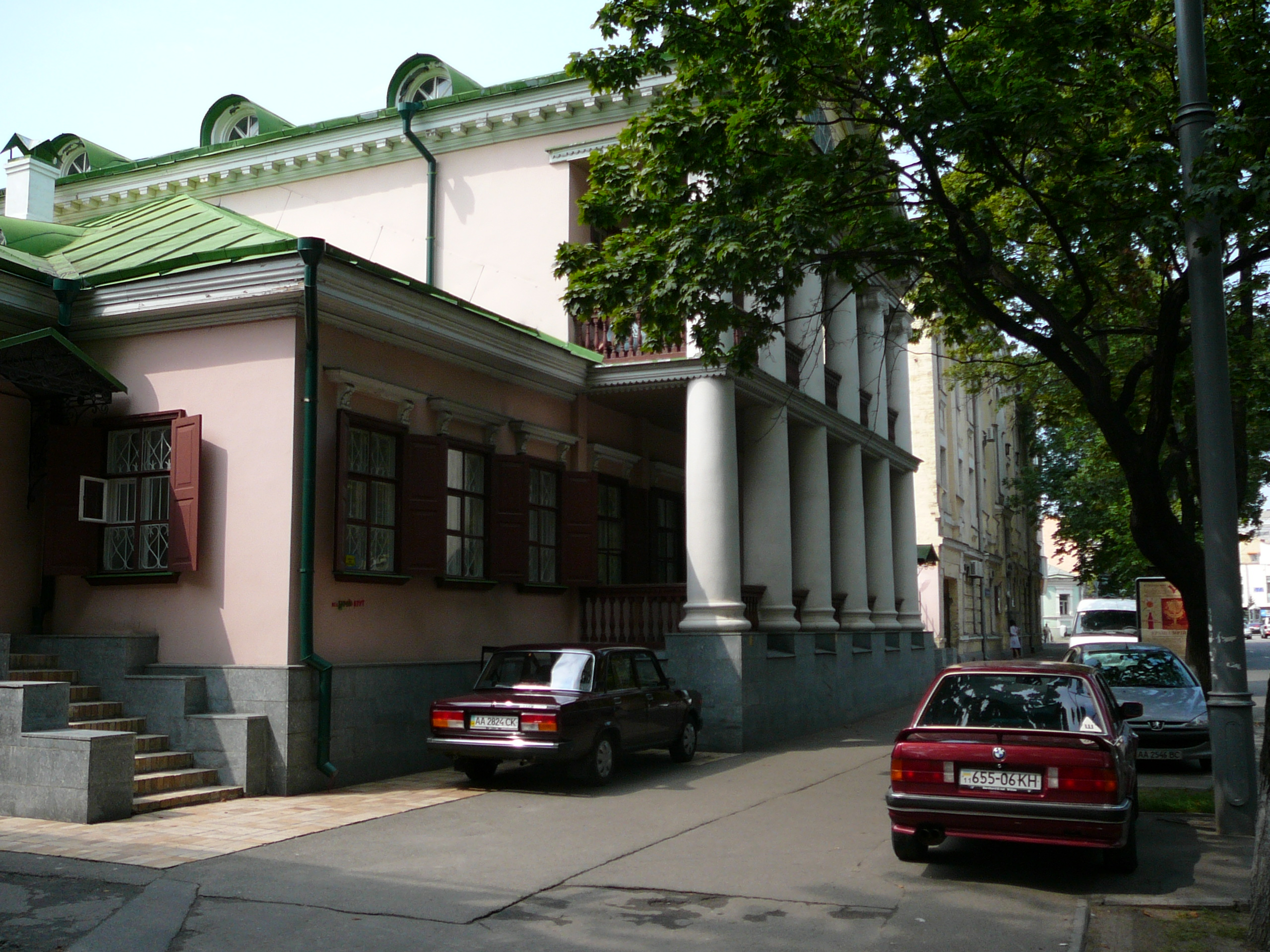

Музей культурного наследия (укр. Музей культурної спадщини) — находится в столице Украины — Киеве. Музей знакомит посетителей украинским художественным наследием в эмиграции.

## История
Музей был открыт в Киеве 29 мая 1999 года. Был размещён в старинной усадьбе, построенной в 1785 году в стиле классицизма на улице Московская. В конце XX века здание было капитально реконструировано. Музей культурного наследия является одним из филиалов Музея истории города Киева под руководством Киевской городской государственной администрации.
Работа Музея ведется на выполнение государственной программы «Зарубежное украинство», утверждённой указом Президента Украины от 24 сентября 2001 года № 892/2001
. Целью создания подобного музея стало коллекционирование и экспонирование для широкой публики работ украинских мастеров, которые по тем или иным причинам проживают за рубежом.

## Экспозиция
Экспозиция рассказывает о деятелях украинской культуры в эмиграции: художники, хормейстеры, писатели, поэты, хореографы и певцы, которые родились и учились в Киеве и Украине, а затем были вынуждены эмигрировать. Посетители музея имеют возможность познакомиться с биографиями этих людей. При активном содействии музея удалось вернуть на историческую родину немало произведений искусства.
Научные сотрудники музея ведут поисковую и научно-исследовательскую работу. За время функционирования музея его фонды пополнились на более чем 900 единиц хранения. Основная коллекция музея культурного наследия состоит из около 3 тысяч экспонатов. Экспозиция представлена не только картинами, но и графикой, лепкой, предметами декоративно-прикладного искусства, и также книгами, личными вещами, фотографиями и документами выдающихся украинских мастеров — представителей украинской диаспоры в эмиграции. Среди них — малярные работы с творчества художественной семьи Кричевских (Василия Григорьевича, братьев Василия и Николая, Екатерины Кричевской-Росандич), Алексея Булавицкого (США), художницы Людмилы Морозовой (США). Среди других не менее знаменитых украинских-художников — Вадим Добролиж из Канады, который расписал украинский православный собор святого Иоанна в Эдмонтоне; И. Мащак (Великобритания); Тимофей Мессак, Владимир Савчак, Степан Волна (все из Австралии). Среди примечательных экспонатов — коллекция народной одежды М. Горовой-Мишанич (Чехия), коллекция монотипий и эмалей И. Твердохлеб (США), коллекция народной иконы, представленная музею известным коллекционером В. Беляевым-Беланжер (США), коллекция документальной фотографии украинской диаспоры (Австралия), книги писательницы Евдокии Гуменной, коллекция писанок Нины Булавицкий. В музее имеется мемориальный зал Сержа Лифаря, где выставлены личные вещи и фотографии танцовщика. В данном мемориальном зале представлены фотографии Лифаря вместе с Шарлем де Голлем, Жоржем Помпиду, королём Швеции Густавом VI. Представлена почетная медаль Сержа Лифаря, врученная танцовщику мэром Парижа. Имеется отдельный зал, посвященный пианисту-виртуозу В. Горовица, который также родился в Киеве. Другой зал музея культурного наследия полностью отражает историю Печерска — одного из центральных районов Киева.
Представлены фотоматериалы, рассказывающие об украинских театральных коллективах из США, Франции, Австралии. В музее представлены документы, рассказывающие о театре «Слово» в Нью-Йорке, Украинского театра в Париже. Кроме постоянной экспозиции, музей культурного наследия занимается организацией различных выставок.